# 숙박

팰리스 호텔

숙박(宿泊, 영어: lodging)은 호텔, 모텔, 호스텔, 여관, 민박 등에서 잠을 자고 머무르는 행위를 말한다. 숙박 시설은 종류에 따라서 여러가지로 나뉜다.
하루 이상 집을 떠나 여행을 하는 사람들은 수면, 휴식, 음식, 안전, 궂은 날씨를 피해 숙박을 하거나 짐을 보관하기 위한 공간, 일반 가정처럼 일시적으로 주거할 수 있는 시설이 필요하다.
숙박업 또는 숙박 시설이라고도 한다.